# Imovica
Imovica je naselje v Občini Lukovica. Naselje ima 30 hiš in dve kmetiji. Ena leži na bregu (Breška hiša, ki ima spomeniško zaščiten kmečki dvorec), druga pa zraven avtoceste.